# Egalite
『égalité』（エガリテ）は、2004年にリリースされた来生たかおの21枚目のオリジナルアルバム（CD〈規格品番：ANOC-6023〉）である。

## 概要
※原則的に、来生たかおは“来生”に省略、来生えつこは“来生えつこ”と表記。
前作『Dear my company』から4年振りにリリースされたミニアルバムで、バックバンド“スタートル”のメンバーが編曲・演奏に参加している。また、編曲者の“矢倉銀”は、来生のペンネームである。
それまでアルバムのデザインワークにあまり関与して来なかった来生だが、本作ではその意趣を色濃く反映させている。タイトルの“エガリテ”（フランス語）は、かつて存在していたファンクラブの会報誌名でもあり、英語の“イーヴン（even）”＝“五分五分の形勢・同点・引き分け”に相当し、歌手デビュー30周年を前にした来生自身の状況や意気込みを表現している。また、透明仕様のCDケースが使用され、バックカバーの内側にはフランス国旗の三色（青・白・赤）があしらわれているが、これは“エガリテ”という言葉が併せ持つ同国旗の“白・平等”の意味を象徴させている。
ジャケット写真は、人影の少ない早朝の北鎌倉駅（神奈川県鎌倉市）で撮影されたもので、コートに新聞紙を差し込んだ来生が、煙草を片手に下りのプラットホームのベンチに腰掛けている。これは、傾倒する小津安二郎が同市に居を構えていたことにちなんだもので、付属の厚紙製収納ケースも同じデザインが施されている。また、ブックレット内には茅ヶ崎市の烏帽子岩や、横浜市の赤レンガ倉庫、来生姉弟が幼少期から青年期まで暮らしたひばりが丘団地等の風景写真が収められている。

## パッケージの体裁

### アルバムタイトル
※初出のジャケット表記“égalité”以外のもの
ケースの側面部
“エガリテ”“égalité”の併用
帯
“エガリテ”
なお、各種ディスコグラフィーによっても表記は片仮名やアルファベットになっており、“egalite”の表記も見られる。

### ディスクジャケット
ジュエルケースにブックレットを挿入

### 帯のコピー
待望の新曲4曲に加え、美空ひばりに提供した「笑ってよムーンライト」 高校時代に来生えつこと初めて作った「サラリーマン」を収録

## 収録曲
1. シャドー・プレイ（4：21）
  - 作詞：来生えつこ ／ 作曲：来生たかお ／ 編曲：板村文
2. 迂闊（4：50）
  - 作詞：来生えつこ ／ 作曲：来生たかお ／ 編曲：矢倉銀
3. 残りの夏（5：38）
  - 作詞：来生えつこ ／ 作曲：来生たかお ／ 編曲：土屋潔
  - 歌詞は、石川セリの「八月の濡れた砂」をイメージして書かれたらしい。
4. まなざしの時間（4：59）
  - 作詞：来生えつこ ／ 作曲：来生たかお ／ 編曲：山崎教昌
5. 笑ってよムーンライト（4：22）
  - 作詞：来生えつこ ／ 作曲：来生たかお ／ 編曲：松田真人
  - 1983年5月21日、美空ひばりがシングルとしてリリースした提供曲で、来生自身もコンサートで披露したことはあったが、本アルバムで初めてレコーディングされた。ジャズシンガー・ポップスシンガーとしての美空をイメージした軽快なブギのリズムが基調となっており、来生は名作と自負している。
6. サラリーマン（3：23）
  - 作詞：来生えつこ ／ 作曲：来生たかお ／ 編曲：矢倉銀
  - アマチュア時代、来生姉弟が初めて作った楽曲で、彼らの自費出版のレコードに収録されたことはあるが、公式リリースは本アルバムが初となる。夕暮れ時、団地沿いを行くバスとその乗客であるサラリーマンたちの平凡な日常風景が描写された歌詞は、来生えつこの実生活から生まれたもので、先に散文のかたちで存在しており、たまたまそれを見付けた来生が勝手にメロディーを付けたという。本アルバムへの収録に当たり、来生えつこは、作詞・作曲に不満はあるものの、“記念の曲”としてあえて当時のまま手を加えなかったという[1]。

## 参加ミュージシャン
- Keyboards：矢倉銀（2,6）、板村文（3）、山崎教昌（4）、松田真人（5）
- Guitar：武沢侑昴（1）、土屋潔（2,3,5,6）
- Sound Architect：板倉文（1）、小田木隆明（2,3,5,6）

## 参加スタッフ
- Executive Producer：安西範康（ANY CO. LTD.）、上坂伸夫（FUJIPACIFIC MUSIC INC.）
- Co-Produce & Mix：井川彰夫（Wellver Music Japan Inc.）
- Assistant Engineer：殿岡信悟（Sound Arts）
- Mastering：高城賢（S I Project）
- Recording Coordinate：井川麻衣（Wellver Music Japan Inc.）
- Art Work & Photography：三島浩
- Art Work & Coordinate：三島文夫
- A & R：平野優香（ANY CO. LTD.）
- Artist Management：小松裕二、遠藤直樹、菅原由紀（TEN YEARS LTD.）
- Supervisor：坂口公一（ANY CO. LTD.）、渡辺章（FUJIPACIFIC MUSIC INC.）
- Thanks To 宮崎真哉、源井和仁（Because Itd.）、渡辺智加、阿部麻紀子、Kurashige、Yamanaka（SOGO）、Shimizu（SOUND CREATER）、Kobayashi（ANY）、Matsuoka（KM MUSIC）、今井豊（Sound Arts）、坂田敏和（EXT Inc.）、Yoshihiro Kanda